# Épagneul blau de Picardia
L'Épagneul blau de Picardia és una raça de gos.

## Història i origen de la raça
Obtingut per l'encreuament d'altres races. Abans estava molt estès, però ara tot just se'l troba en el seu lloc d'origen, a les ribes del Somme, a Picardia (França).

## Descripció
Vigorós i audaç, l'épagneul blau de Picardia té el crani ovalat, testa llarga i ampla, un stop ben marcat i el musell quadrat. Els ulls són grans i foscos. Les orelles són gruixudes i ondades, el coll ample i amb una lleugera papada. Els seus membres són llargs i està proveït de franges ben poblades. La cua la duu tesa.
Color: Blavós amb moltes taques negres o de foc.
Pelatge: Pèl llis i poc ondat, llarg amb franges en els membres i la cua.
Alçada: De 48 a 50 cm en els mascles. Una mica més petites les femelles.
Pes: Entre 15 i 18 Kg 

## Cures
No necessita cap cura especial a part d'un raspallat regular del seu pèl.

## Temperament
Afectuós i tendre, està molt afeccionat als seus amos, essent el company ideal per a gent inquieta. Dòcil, àvid d'aprendre, és agradable i dotat de bon olfacte. A causa de la seva mansuetud és molt estimat pels nens.

## Entrenament
És fàcil d'educar i cuidar en ser un gos dòcil.

## Utilitat
Nascut per al treball, es mostra escrupolós i fort per a la caça en tots els terrenys, especialment en els pantans. Gràcies al seu caràcter és un bon animal de companyia, especialment per als nens.